# Scopula pseudoafghana
Scopula pseudoafghana là một loài bướm đêm trong họ Geometridae.